# Folsztyn
Folsztyn – wieś w Polsce położona w województwie wielkopolskim, w powiecie czarnkowsko-trzcianeckim, w gminie Wieleń.
W latach 1975–1998 miejscowość administracyjnie należała do województwa pilskiego.
Przez wieś przebiega droga wojewódzka nr 174.